# Dromos
Un dromos (palabra proveniente del griego δρόμος) es un pasaje de entrada o avenida que conduce a un edificio, tumba o pasillo.
En el Antiguo Egipto era una avenida procesional, generalmente flanqueada de esfinges, prolongando, hacia el exterior, el eje ritual de un templo para vincularlo a otro templo o a un embarcadero en el Nilo. Los más conocidos son:
- El dromos que une el primer pilono del templo de Amón en Karnak[2] con el embarcadero de un canal del río Nilo, flanqueado de esfinges criocéfalas.

- La avenida de las esfinges, el dromos que une el templo de Amón en Karnak con el templo de Mut, flanqueado por esfinges con cuerpo de león y cabeza de carnero con cuernos retorcidos (símbolo de Amón), llamadas esfinges criocéfalas o crioesfinges, datas durante la XIX dinastía, que lo vinculan a un lago artificial por el cual navegaban las barcas sagradas durante las grandes procesiones que tenían lugar en Luxor durante la Fiesta de Opet.

- El dromos rectilineo de unos cuatro kilómetros[3] que une el templo de Luxor con el Gran templo de Amón en Karnak, flanqueado por más de 700 esfinges; unas con cabeza de carnero y otras con cabeza humana, o androesfinges, de época de Nectanebo I. Sólo se conservan los dos tramos extremos y uno en el centro de la ciudad moderna; el resto está enterrado bajo los edificios.

- El dromos del Serapeum de Saqqara, descubierto por el arqueólogo Auguste Mariette en 1850, de la época de Nectanebo I.

- El dromos que precede el templo de Isis en File, flanqueado por dos columnatas realizadas por el emperador Augusto.

Dromos en el Antiguo Egipto
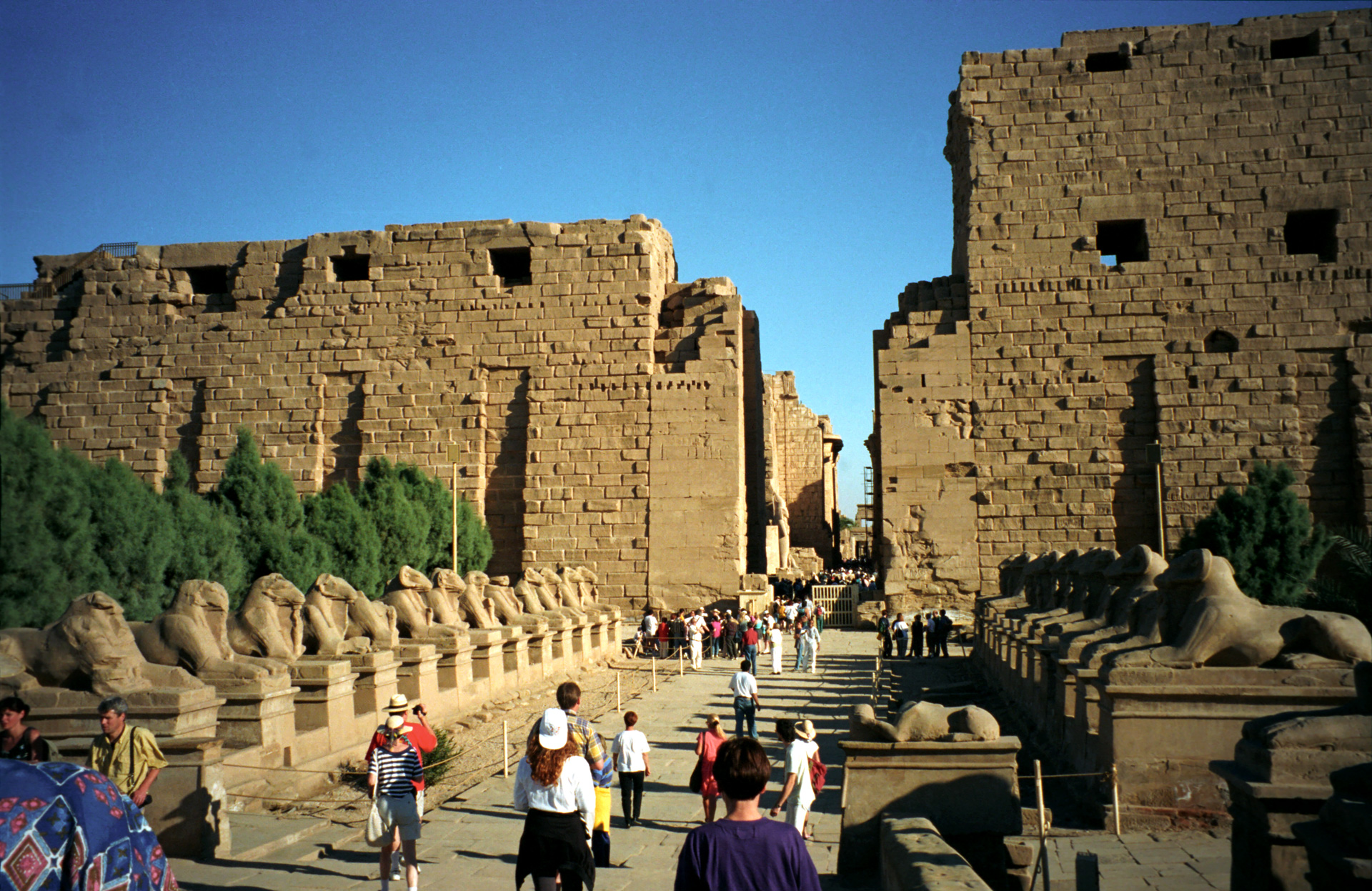
Dromos en Karnak
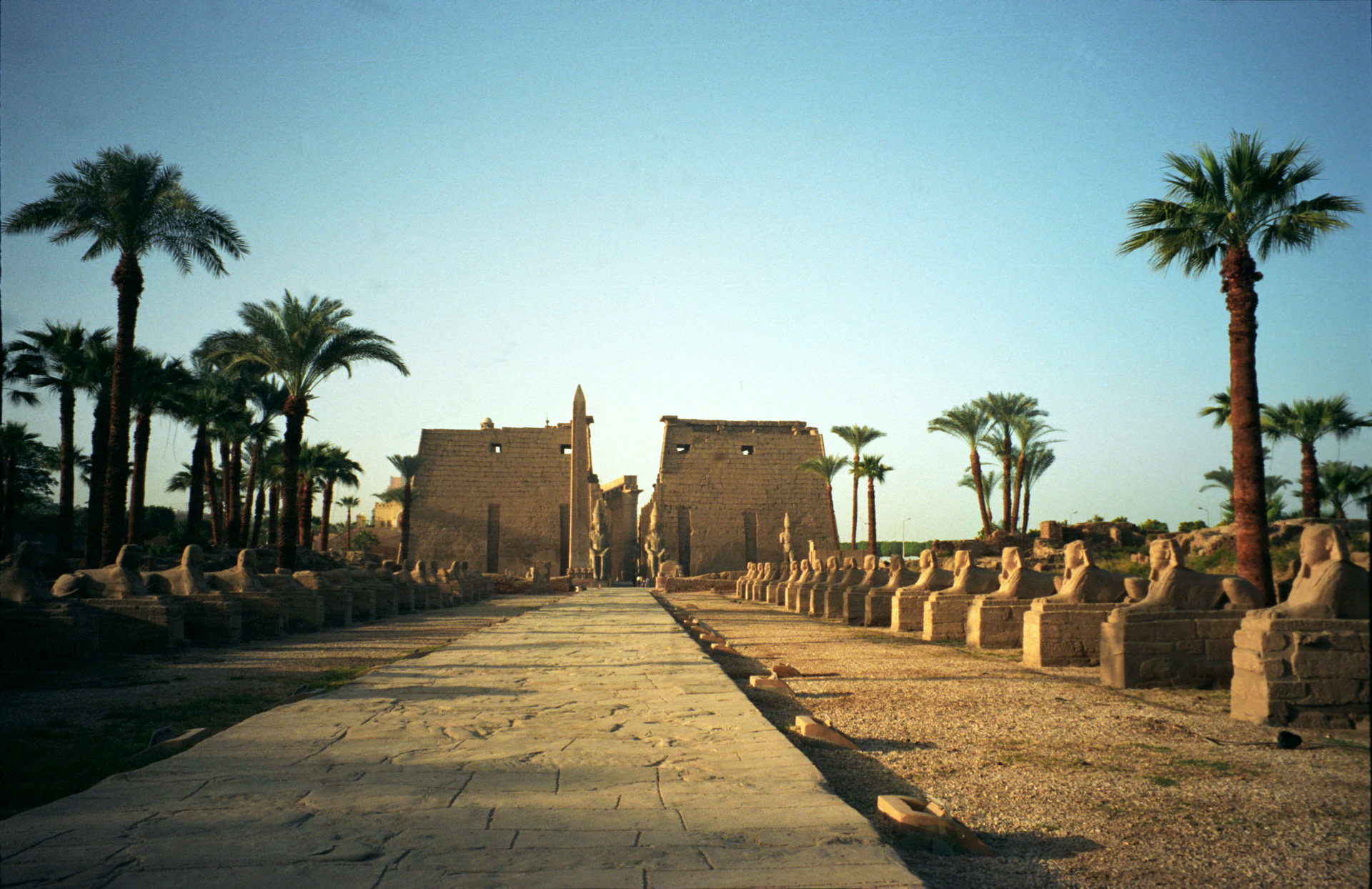
Dromos en Luxor
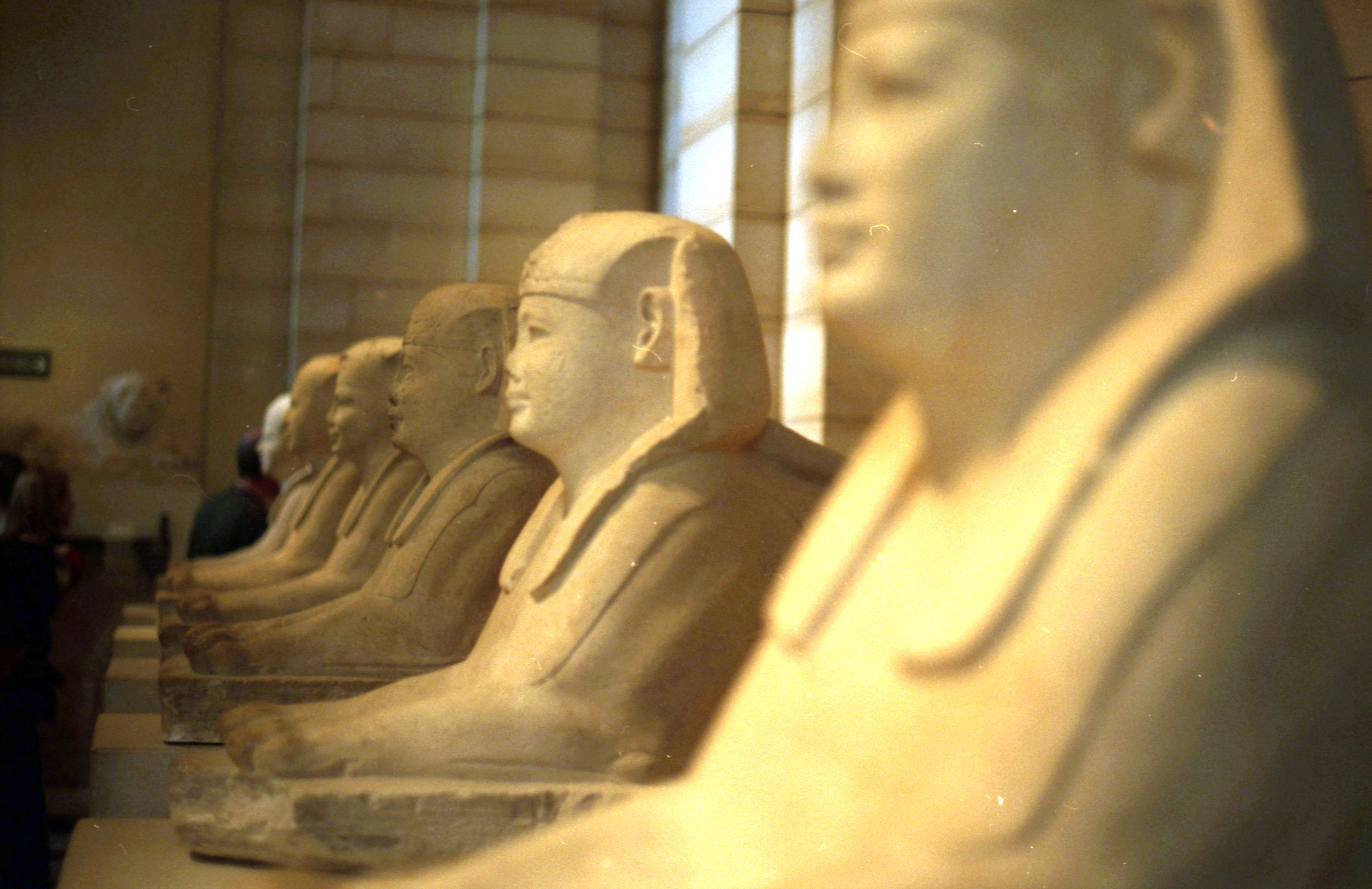
Esfinges del dromos del Serapeum de Saqqara. Museo del Louvre

En la Antigua Grecia, era un corredor al aire libre de longitud variable, excavado en el suelo o tallado en la roca, que conducía a la entrada de una tumba, cuyas paredes generalmente tendían a aumentar en altura a medida que se avanzaba hacia el interior de la tumba. Es un elemento arquitectónico más bien utilizado tanto en la necrópolis en domus de janas (4000-2800 a. C.) como en la arquitectura micénica (siglo XIV-siglo XI a. C.). Un ejemplo de dromos se puede encontrar en la entrada del Tesoro de Atreo, la tumba más grande y famosa en tholos entre las encontradas.

Dromos en la Antigua Grecia
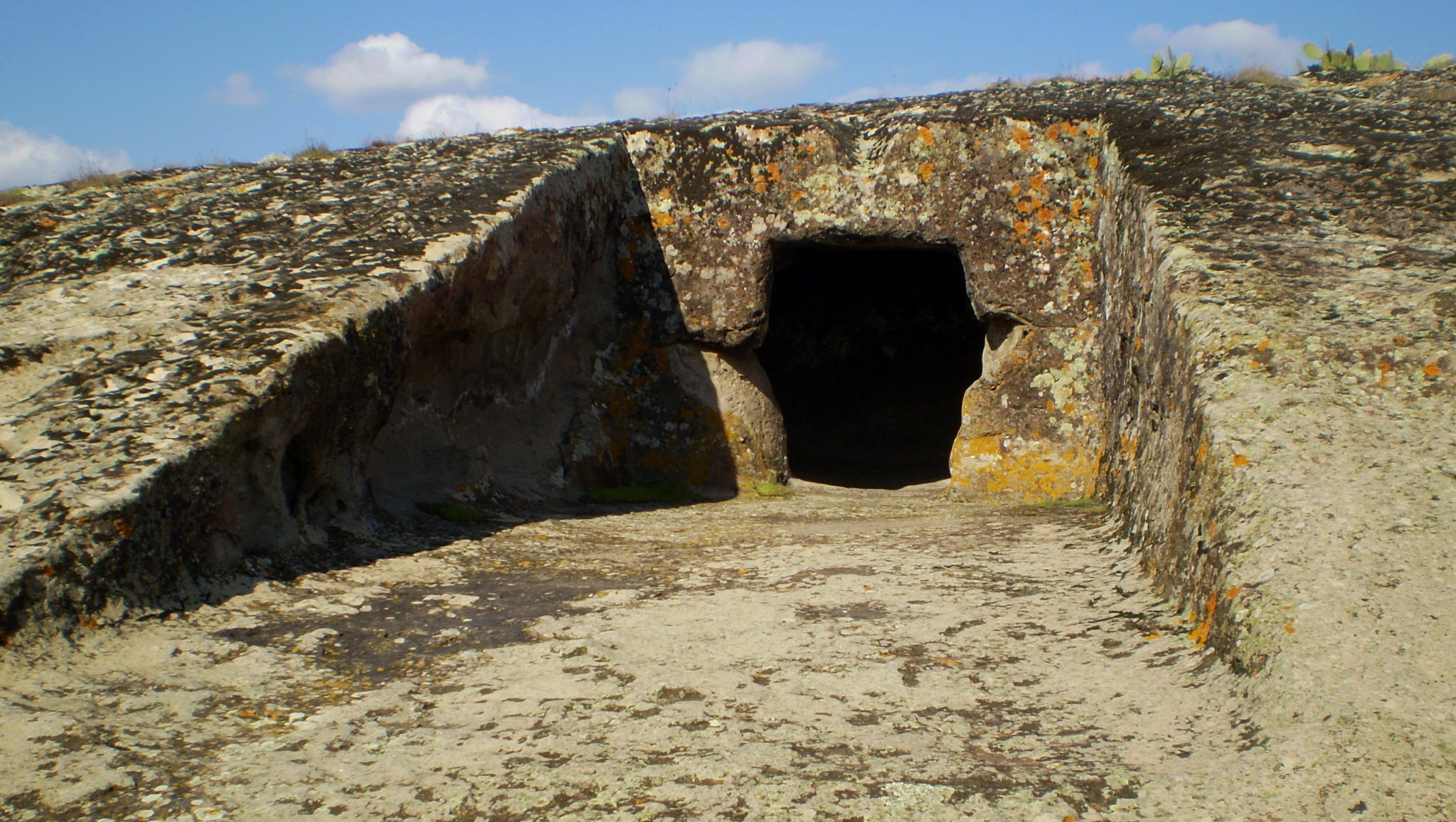
El dromos de la domus de janas de Genna Salixi (ruinas)
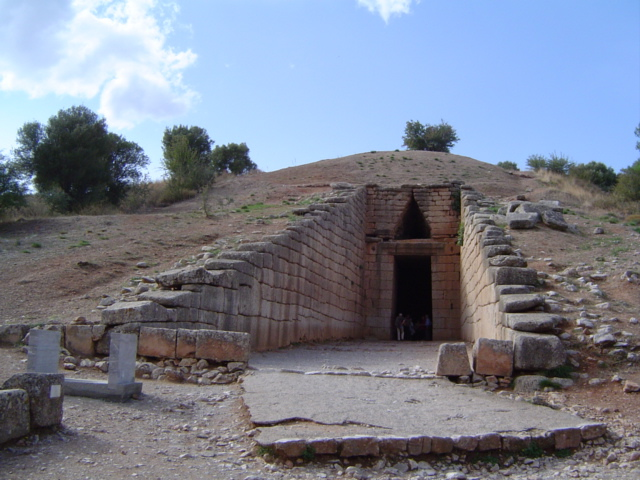
La entrada en el tesoro de Atreo
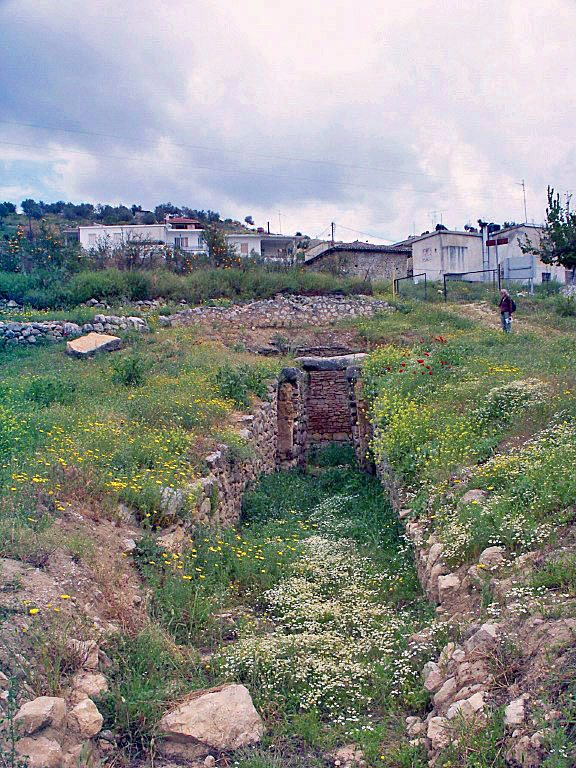
Dromos de la cúpula de la tumba de Dendra
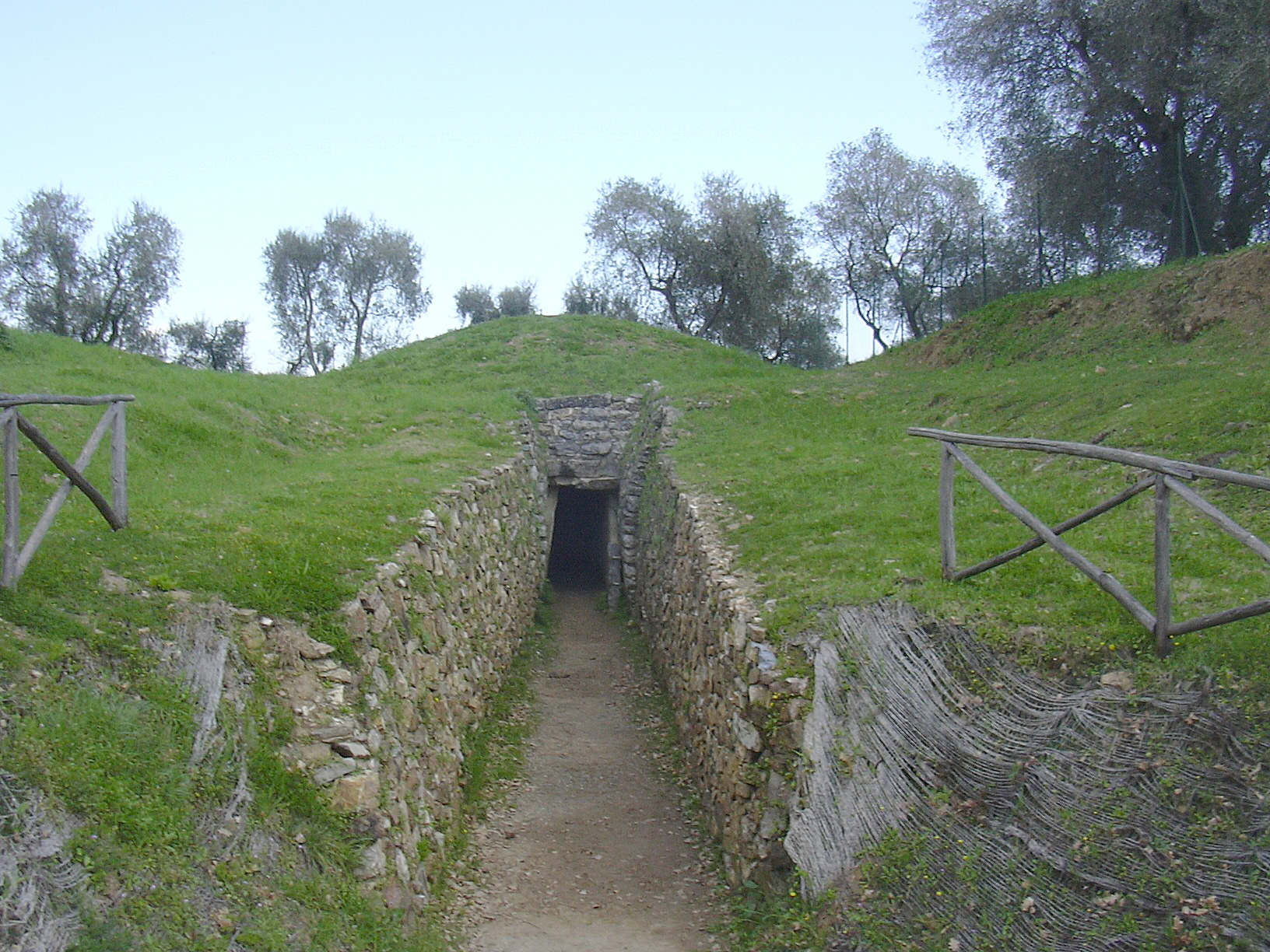
Dromos de túmulo etrusco, Vetulonia/Toscana